# Calamagrostis canadensis
Calamagrostis canadensis es una especie de hierba de la familia Poaceae. Es nativa de Norteamérica.

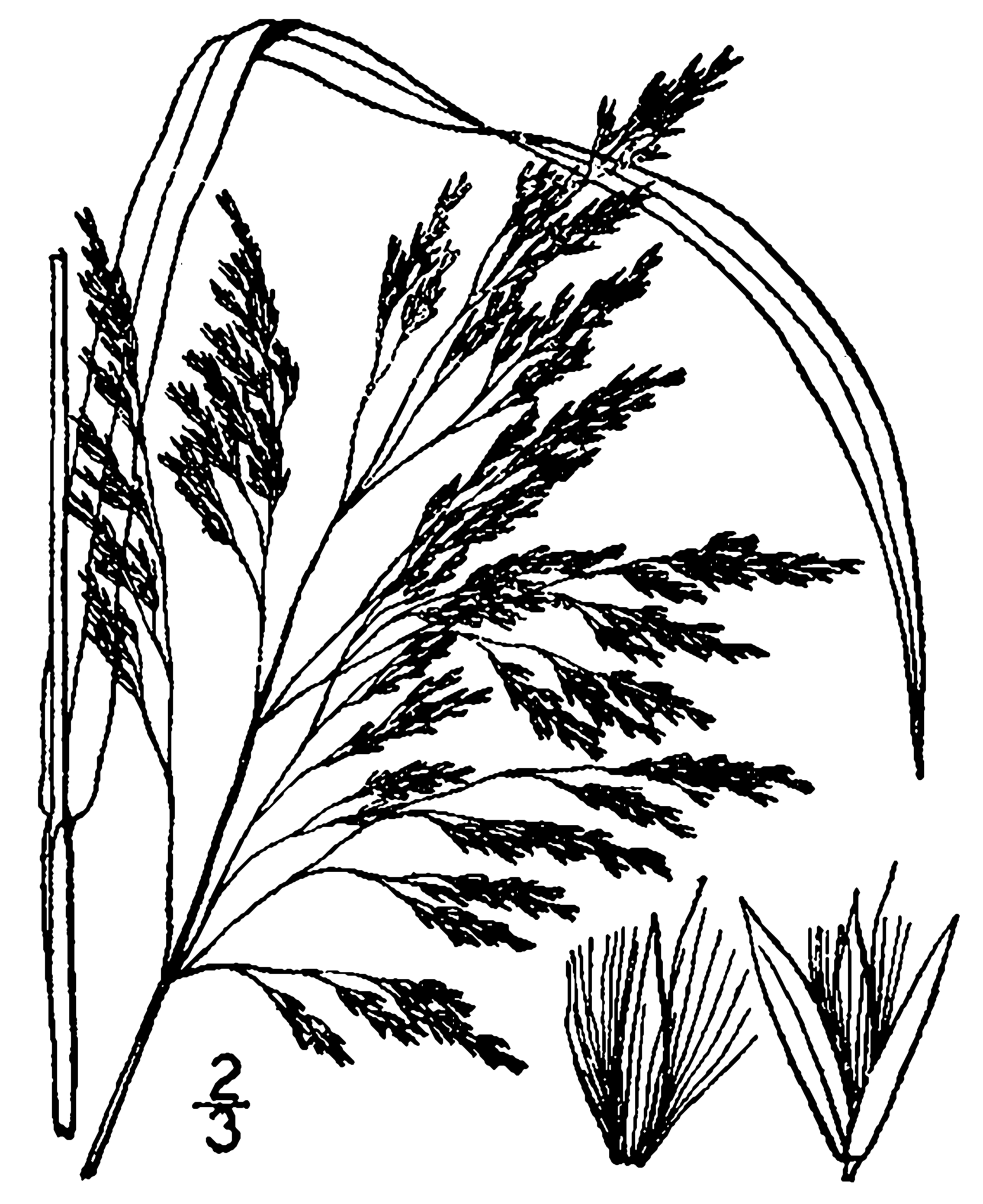
Ilustración

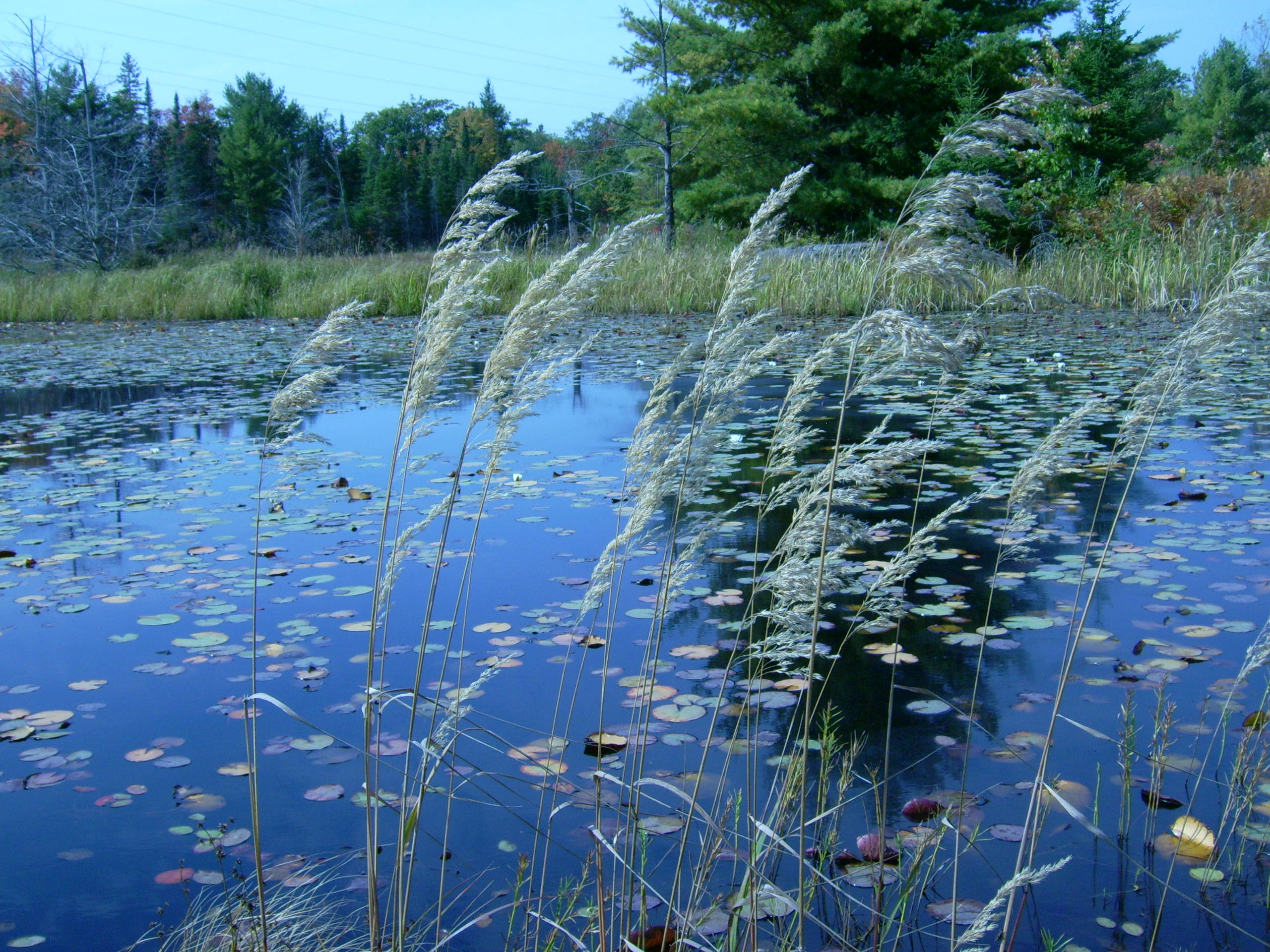
Detalle de la planta en su hábitat

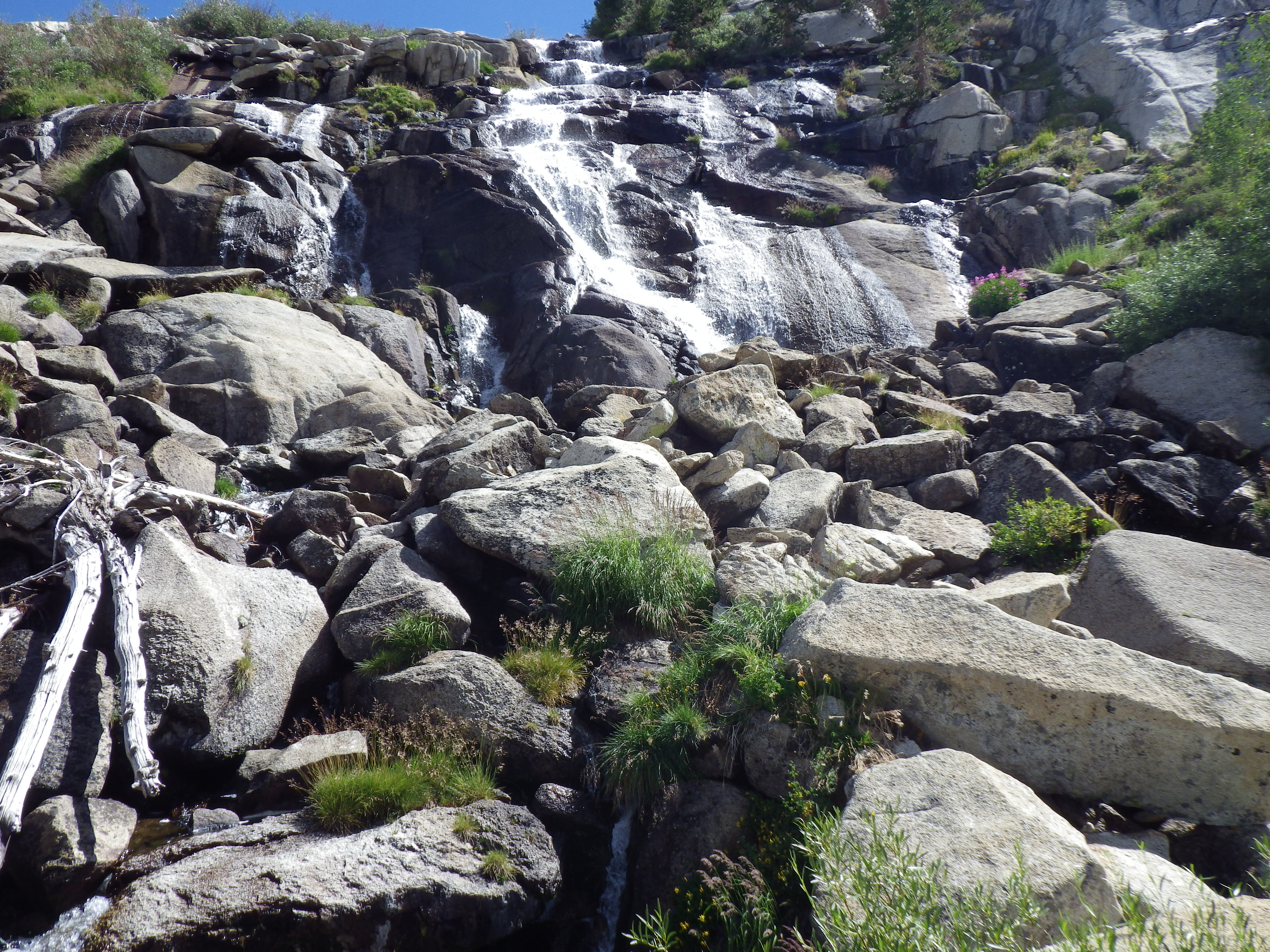
Detalle de la planta en su hábitat

## Descripción
Es una hierba perenne con un tallo ramificado alcanzando alturas de entre 60 centímetros y 1,5 metros. Las hojas son planas, caídas son ásperas con diminutos pelos. La inflorescencia es de hasta 25 centímetros de largo y puede ser abierta y laxa o estrecha y densamente poblada, con espiguillas. Cada espiguilla tiene alrededor de medio centímetro de largo y es de color púrpura.

## Usos
Se trata de una planta de alimentos apetecibles para el ganado y los animales de pastoreo silvestres. Es una robusta hierba rizomatosa   que proporciona la estabilidad del suelo en las zonas húmedas y es una de las primeras plantas para establecerse en los sitios de los últimos derrames de petróleo. Puede ser una molestia en los sitios de restauración de los bosques, ya que puede desbancar las  plántulas de coníferas.

## Distribución y hábitat
C. canadensis se encuentra en muchos tipos de hábitats, incluyendo bosques, taiga y la tundra en las regiones subárticas. Es la especie más común y generalizada Calamagrostis en el continente.

## Taxonomía
Calamagrostis canadensis fue descrita por (Michx.) P.Beauv. y publicado en Essai d'une Nouvelle Agrostographie 15, 152, 157. 1812.
Etimología
Ver: Calamagrostis
canadensis: epíteto geográfico que alude a su localización en Canadá.
Variedad
- Calamagrostis canadensis var. canadensis

Sinonimia
- Arundo agrostoides Pursh
- Arundo canadensis Michx.
- Arundo cinnoides Muhl.
- Arundo conoides Eaton
- Arundo fissa Willd. ex Steud.
- Calamagrostis agrostoides (Pursh) Spreng.
- Calamagrostis alaskana Kearney
- Calamagrostis atropurpurea Nash
- Calamagrostis blanda Beal
- Calamagrostis cinnoides (Muhl.) W.P.C.Barton
- Calamagrostis columbiensis Nutt. ex A.Gray
- Calamagrostis dubia (Scribn. & Tweedy) Scribn.
- Calamagrostis hirtigluma Steud.
- Calamagrostis lactea Beal
- Calamagrostis lanceolata var. pallida Lange
- Calamagrostis langsdorffii var. acuminata (Vasey) Litv.
- Calamagrostis langsdorffii var. lactea (Beal) Kearney
- Calamagrostis langsdorffii var. marylandica Trin.
- Calamagrostis langsdorffii var. scribneri (Beal) M.E.Jones
- Calamagrostis macouniana (Vasey) Vasey
- Calamagrostis mexicana Nutt.
- Calamagrostis michauxii Trin. ex Steud.
- Calamagrostis nubila Louis-Marie
- Calamagrostis oregonensis Buckley
- Calamagrostis pallida Vasey & Scribn.
- Calamagrostis scabra J.Presl
- Calamagrostis scribneri Beal
- Calamagrostis sitchensis Trin. ex Griseb.
- Cinna purshii Kunth
- Deyeuxia canadensis (Michx.) Munro ex Hook.f.
- Deyeuxia dubia Scribn. & Tweedy
- Deyeuxia lactea (Beal) Suksd.
- Deyeuxia macouniana Vasey
- Deyeuxia preslii Kunth[4][5]